# Bradley Beal
Bradley Emmanuel Beal (* 28. Juni 1993 in St. Louis, Missouri, Vereinigte Staaten) ist ein US-amerikanischer NBA-Basketballspieler. Er spielt auf der Position des Shooting Guards.

## High School und College
Beal besuchte die Chaminade College Preparatory School in St. Louis. In seiner Senior-Saison erzielte er dort pro Spiel einen Punkteschnitt von 32,5. 2010 nahm Beal an der U17-Basketball-Weltmeisterschaft teil und gewann mit den USA den Titel. Er wurde zum besten Spieler des Turniers ernannt.
In der Saison 2011/12 spielte er für die Florida Gators, das Basketballteam der University of Florida. In der Saison erzielte er im Schnitt 14,8 Punkte, 6,7 Rebounds und 2,2 Assists (in durchschnittlich 34,2 Minuten Spielzeit). Aufgrund seiner Leistungen wurde er sowohl ins First-Team der SEC als auch ins SEC All-Freshman Team gewählt. Er verzichtete auf eine weitere Collegesaison und meldete sich für die NBA-Draft 2012 an.

## NBA
Beal wurde bei der NBA-Draft 2012 an dritter Stelle von den Washington Wizards gewählt. Während seiner ersten Saison erzielte Beal 13,9 Punkte und 3,8 Rebounds pro Spiel. Im Dezember 2012 und Januar 2013 wurde er zum Rookie des Monats ernannt. Nach der Saison wurde er ins NBA All-Rookie First Team berufen und wurde Dritter bei der Wahl zum NBA Rookie of Year, welche Damian Lillard für sich entschied.
Sein zweites Jahr verlief ähnlich erfolgreich. Er bildete mit John Wall ein junges und talentiertes Backcourt-Duo. Er erzielte am 10. November 2013 mit 34 Punkten über die Oklahoma City Thunder einen Karriererekord. Später stellte er mit 37 Punkten gegen die Memphis Grizzlies einen weiteren persönlichen Rekord auf.
Im Rahmen des NBA All-Star Weekend 2014 nahm er am Three-Point Shootout teil und wurde hinter Marco Belinelli zweiter.
Mit den Wizards erreichte er 2014 die Playoffs, wo man es bis in die zweite Playoffrunde schaffte.
In der Saison 2014–2015 konnte er aufgrund von kleinen Verletzungen seine Leistung vom Vorjahr nicht erreichen. Er machte nur 15 Punkte pro Spiel, warf allerdings effizienter als in den Saisons zuvor.
Beal konnte in der darauffolgenden Saison wegen Verletzungen nur 35 Spiele starten und spielte weniger Minuten pro Spiel als in jeder seiner vorherigen Saisons. Trotzdem erhielt er in der Offseason 2016 einen max Capspace contract über 5 Jahre und 127 Millionen Dollar.
Im nächsten Jahr stand Bradley unter hohem Druck, da selbst viele der eigenen Fans sich nicht sicher waren ob er so viel Geld wert war. Jedoch überzeugte er die Kritiker, indem er pro Spiel 23,1 Punkte erzielte.
In der 2017–2018 Saison wurde Beal immer mehr zum Leistungsträger der Wizard, da sein Backcourt Partner John Wall durch Verletzungen viele Spiele aussetzen musste. Durch seine starke Leistung wurde er zum ersten Mal in das NBA All-Star Team gewählt. Im Jahr darauf wurde Beal erneut All-Star. Aufgrund der schweren Verletzung von Wall, übernahm Beal mehr Verantwortung und verzeichnete neue Karrierebestwerte in allen Kategorien. Allen voran führte er die Wizards mit 25,6 Punkten pro Spiel an. Die Wizards verpassten die Playoffs jedoch deutlich.
In der Saison 2019–20 gelang es Beal in zwei aufeinanderfolgenden Nächten jeweils über 50 Punkte zu erzielen. So erzielte er am 23. Februar 53 Punkte gegen die Chicago Bulls und stellte einen Karriererekord auf. In der darauffolgenden Nacht gegen die Milwaukee Bucks gelang es ihm mit 55 Punkten seinen eigenen Rekord nochmal zu überbieten. Eine ähnliche Leistung mit zwei aufeinanderfolgenden 50-Punktespielen gelang zuletzt Kobe Bryant im Jahre 2007. Trotz eines hohen Punktedurchschnitt von über 28 Punkte pro Spiel, wurde Beal nicht für das All-Star Game 2020 nominiert. Im Sommer 2023 wechselte er zu den Phoenix Suns.

## Erfolge und Auszeichnungen
- 1× All-NBA Third Team: 2021
- 3× NBA All-Star: 2018, 2019, 2021
- NBA All-Rookie First Team: 2013
- NBA Community Assist Award: 2019

## Karriere-Statistiken

### NBA

#### Reguläre Saison
| Saison   | Team       | GP  | GS  | MPG  | FG % | 3P % | FT % | RPG | APG | SPG | BPG | PPG  |
| -------- | ---------- | --- | --- | ---- | ---- | ---- | ---- | --- | --- | --- | --- | ---- |
| 2012–13  | Washington | 56  | 46  | 31.2 | .410 | .386 | .786 | 3.8 | 2.4 | 0.9 | 0.5 | 13.9 |
| 2013–14  | Washington | 73  | 73  | 34.7 | .419 | .402 | .788 | 3.7 | 3.3 | 1.0 | 0.2 | 17.1 |
| 2014–15  | Washington | 63  | 59  | 33.4 | .427 | .409 | .783 | 3.8 | 3.1 | 1.2 | 0.3 | 15.3 |
| 2015–16  | Washington | 55  | 35  | 31.1 | .449 | .387 | .767 | 3.4 | 2.9 | 1.0 | 0.2 | 17.4 |
| 2016–17  | Washington | 77  | 77  | 34.9 | .482 | .404 | .825 | 3.1 | 3.5 | 1.1 | 0.3 | 23.1 |
| 2017–18  | Washington | 82  | 82  | 36.3 | .460 | .375 | .793 | 4.4 | 4.5 | 1.2 | 0.4 | 22.6 |
| 2018–19  | Washington | 82  | 82  | 36.9 | .475 | .351 | .808 | 5.0 | 5.5 | 1.5 | 0.7 | 25.6 |
| 2019–20  | Washington | 57  | 57  | 36.0 | .455 | .353 | .842 | 4.2 | 6.1 | 1.2 | 0.4 | 30.5 |
| 2020–21  | Washington | 60  | 60  | 35.8 | .485 | .349 | .889 | 4.7 | 4.4 | 1.2 | 0.4 | 31.3 |
| 2021–22  | Washington | 40  | 40  | 36.0 | .451 | .300 | .833 | 4.7 | 6.6 | 0.9 | 0.4 | 23.2 |
| 2022–23  | Washington | 50  | 50  | 33.5 | .506 | .365 | .842 | 3.9 | 5.4 | 0.9 | 0.7 | 23.2 |
| 2023–24  | Phoenix    | 53  | 53  | 33.3 | .513 | .430 | .813 | 4.4 | 5.0 | 1.0 | 0.5 | 18.2 |
| Gesamt   | Gesamt     | 748 | 714 | 34.6 | .463 | .375 | .822 | 4.1 | 4.3 | 1.1 | 0.4 | 21.9 |
| All-Star | All-Star   | 3   | 1   | 21.7 | .514 | .433 | —    | 1.0 | 2.3 | 1.0 | 0.0 | 17.0 |

#### Play-offs
| Saison  | Team       | GP | GS | MPG  | FG % | 3P % | FT % | RPG | APG | SPG | BPG | PPG  |
| ------- | ---------- | -- | -- | ---- | ---- | ---- | ---- | --- | --- | --- | --- | ---- |
| 2013–14 | Washington | 11 | 11 | 41.6 | .424 | .415 | .796 | 5.0 | 4.5 | 1.6 | 0.6 | 19.2 |
| 2014–15 | Washington | 10 | 10 | 41.8 | .405 | .365 | .831 | 5.5 | 4.6 | 1.6 | 0.7 | 23.4 |
| 2016–17 | Washington | 13 | 13 | 38.8 | .471 | .287 | .820 | 3.3 | 2.7 | 1.6 | 0.6 | 24.8 |
| 2017–18 | Washington | 6  | 6  | 36.0 | .454 | .467 | .870 | 3.3 | 2.8 | 1.2 | 0.3 | 23.2 |
| 2020–21 | Washington | 5  | 5  | 39.0 | .455 | .219 | .861 | 6.2 | 4.2 | 0.8 | 0.6 | 30.0 |
| 2023–24 | Phoenix    | 4  | 4  | 38.5 | .441 | .435 | .800 | 2.8 | 4.5 | 0.8 | 0.3 | 16.5 |
| Gesamt  | Gesamt     | 49 | 49 | 39.7 | .442 | .353 | .828 | 4.4 | 3.8 | 1.4 | 0.6 | 22.9 |